# Vittoria Guazzini
Vittoria Guazzini (* 26. Dezember 2000 in Pontedera) ist eine italienische Radsportlerin, die auf Bahn und Straße aktiv ist. 2024 wurde sie Olympiasiegerin im Madison.

## Sportliche Laufbahn
Vittoria Guazzini begann im Alter von sieben Jahren mit dem Radsport beim Velo Club Seano One in Carmignano. 2013 hatte sie erste Erfolge bei Jugendrennen.
Ab 2017 startete Guazzini bei internationalen Rennen. Im ersten Jahr errang sie den Junioren-Bahnweltmeisterschaften mit Martina Fidanza, Letizia Paternoster und Chiara Consonni mit neuer Weltrekordzeit (4:21,554 min) den Titel in der Mannschaftsverfolgung. Im Jahr darauf gewann sie die Weltmeister-Titel in der Einerverfolgung, im Omnium, und der Mannschaftsverfolgung. Ebenfalls war sie 2017 und 2018 bei Junioren-Europameisterschaften erfolgreich: So wurde sie nicht nur vierfache Europameisterin auf der Bahn, sondern ebenfalls Junioren-Europameisterin im Einzelzeitfahren auf der Straße; im Straßenrennen belegte sie Platz zwei.
2019 wurde Guazzini mit Letizia Paternoster, Marta Cavalli und Elisa Balsamo U23-Europameisterin in der Mannschaftsverfolgung und Vize-Europameisterin in der Einerverfolgung. Auf der Straße belegte sie mit dem italienischen Team bei den Europameisterschaften 2019 sowie 2020 Platz drei in der erstmals ausgetragenen Mixed-Staffel der Elite. Im selben Jahr wurde Guazzini zwei Mal Europameisterin auf der Bahn: Bei den U23-Europameisterschaften in der Mannschaftsverfolgung und bei den Europameisterschaften der Elite mit Elisa Balsamo im Zweier-Mannschaftsfahren.
2021 wurde Guazzini U23-Europameisterin im Einzelzeitfahren. Für die folgende Saison erhielt sie einen Vertrag bei FDJ Nouvelle-Aquitaine Futuroscope. Bei den Olympischen Spielen in Tokio belegte der italienische Vierer mit Guazzini Platz sechs. 2022 wurde sie U23-Europameisterin in der Einer- und Mannschaftsverfolgung sowie mit Elisa Balsamo, Chiara Consonni, Martina Fidanza und Martina Alzini Weltmeisterin in der Mannschaftsverfolgung auf der Bahn. Auch auf der Straße war sie mehrfach erfolgreich, indem sie U23-Weltmeisterin im Einzelzeitfahren wurde und mit der Mixed-Staffel Silber errang. Bei den U23-Europameisterschaften belegte sie im Einzelzeitfahren sowie im Straßenrennen jeweils Rang zwei. Zudem gewann sie die Tour de Bretagne sowie das Einzelzeitfahren der Mittelmeerspiele.
2023 war sie bei mehreren Eintagesrennen der WorldTour in den Top 10, bei der Trofeo Binda 2023 stand sie auf dem Podium. Außerdem fuhr sie in der Tour de France Femmes, wie schon im Vorjahr. Anfang 2024 gewann sie das belgische Rennen Le Samyn des Dames. Bei den Olympischen Sommerspielen 2024 in Paris wurde sie für die Bahnradsportwettbewerbe nominiert. Zunächst verpasste sie mit dem Team in der Mannschaftsverfolgung als Vierte noch knapp die Medaillenränge. Wenige Tage später wurde sie mit Chiara Consonni Olympiasiegerin im Madison. In Italien gewann sie die nationale Meisterschaft im Einzelzeitfahren.

## Erfolge

### Bahn
2017
- Junioren-Weltmeisterin – Mannschaftsverfolgung (mit Martina Fidanza, Letizia Paternoster und Chiara Consonni)
- Junioren-Europameisterin – Mannschaftsverfolgung (mit Martina Fidanza, Letizia Paternoster und Chiara Consonni)

2018
- Junioren-Weltmeisterin – Einerverfolgung, Omnium, Mannschaftsverfolgung (mit Giorgia Catarzi, Sofia Collinelli und Silvia Zanardi)
- Junioren-Europameisterin – Einerverfolgung, Omnium, Zweier-Mannschaftsfahren (mit Giorgia Scarsi)

2019
- U23-Europameisterin – Mannschaftsverfolgung (mit Letizia Paternoster, Marta Cavalli und Elisa Balsamo)
- U23-Europameisterschaft – Einerverfolgung
- Europameisterschaft – Mannschaftsverfolgung (mit Marta Cavalli, Letizia Paternoster, Martina Alzini und Elisa Balsamo)

2020
- U23-Europameisterin – Mannschaftsverfolgung (mit Chiara Consonni, Martina Fidanza und Marta Cavalli)
- U23-Europameisterschaft – Einerverfolgung
- Europameisterin – Zweier-Mannschaftsfahren (mit Elisa Balsamo)
- Europameisterschaft – Mannschaftsverfolgung (mit Elisa Balsamo, Martina Alzini und Chiara Consonni)

2022
- U23-Europameisterin – Einerverfolgung, Mannschaftsverfolgung (mit Silvia Zanardi, Eleonora Gasparrini und Matilde Vitillo)
- Europameisterschaft – Mannschaftsverfolgung (mit Rachele Barbieri, Martina Fidanza, Silvia Zanardi und Letizia Paternoster)
- Europameisterschaft – Einerverfolgung
- Weltmeisterin – Mannschaftsverfolgung (mit Elisa Balsamo, Chiara Consonni, Martina Fidanza und Martina Alzini)

2023
- Europameisterschaft – Mannschaftsverfolgung (mit Elisa Balsamo, Martina Fidanza,  Martina Alzini und Letizia Paternoster)
- Europameisterschaft – Zweier-Mannschaftsfahren (mit Elisa Balsamo)

2024
- Europameisterin – Mannschaftsverfolgung (mit Elisa Balsamo, Martina Fidanza und Letizia Paternoster)
- Europameisterschaft – Zweier-Mannschaftsfahren (mit Elisa Balsamo)
- Olympiasiegerin – Madison (mit Chiara Consonni)
- Weltmeisterschaft – Mannschaftsverfolgung (mit Martina Alzini, Martina Fidanza, Martina Fidanza und Letizia Paternoster)

2025
- Europameisterin – Mannschaftsverfolgung (mit Chiara Consonni, Martina Fidanza und Martina Alzini)
- Europameisterschaft – Einerverfolgung, Madison (mit Chiara Consonni)

### Straße

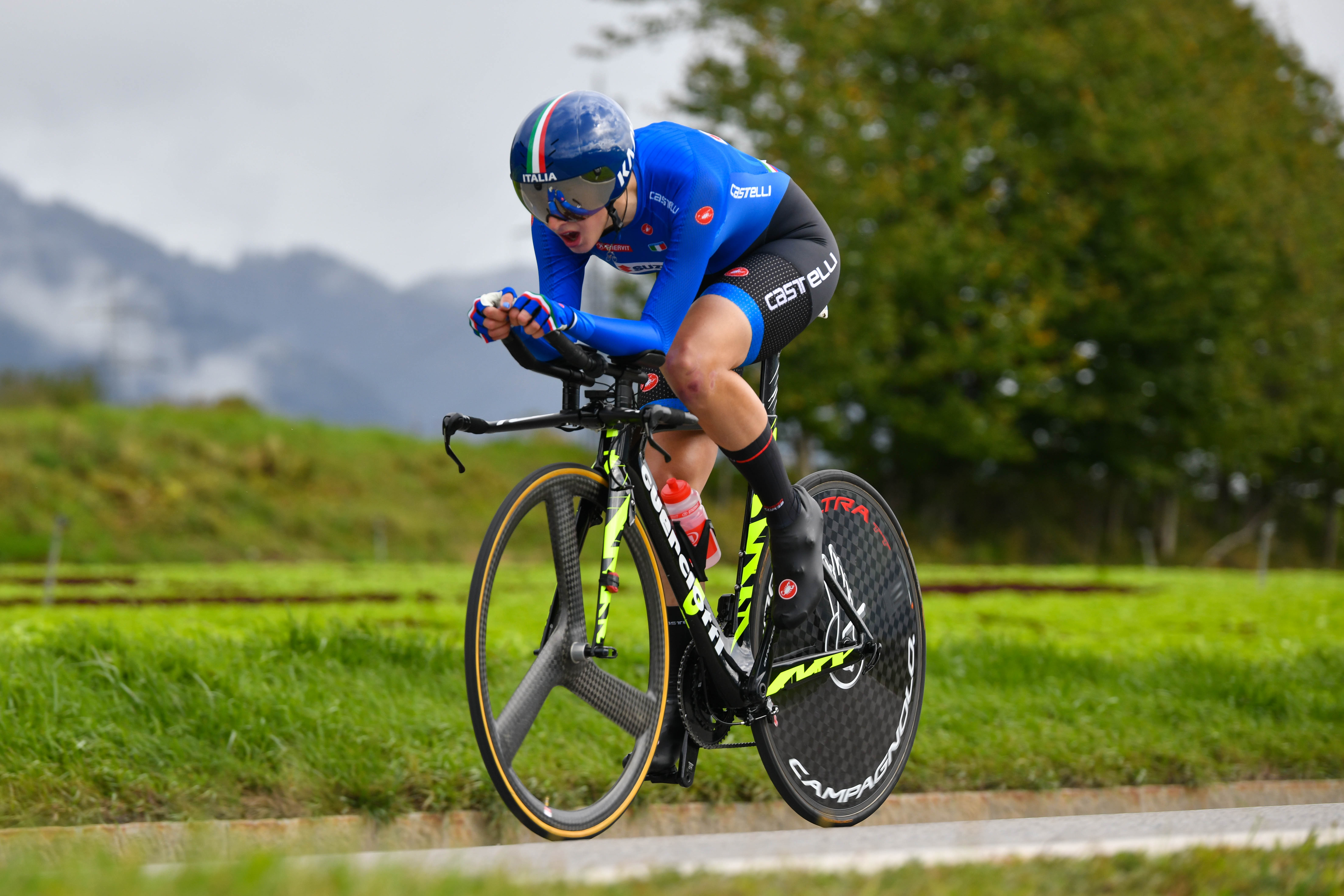
Guazzini beim WM-Einzelzeitfahren der Juniorinnen 2018

2018
- Italienische Junioren-Meisterin – Einzelzeitfahren, Straßenrennen
- Junioren-Europameisterin – Einzelzeitfahren
- Junioren-Europameisterschaft – Straßenrennen

2019
- Europameisterschaft – Mixed-Staffel

2020
- Europameisterschaft – Mixed-Staffel

2021
- U23-Europameisterin – Einzelzeitfahren

2022
- Tour de Bretagne
- U23-Europameisterschaft – Einzelzeitfahren, Straßenrennen
- U23-Weltmeisterin – Einzelzeitfahren
- Weltmeisterschaft – Mixed-Staffel
- Mittelmeerspiele – Einzelzeitfahren

2023
- Europameisterschaft – Mixed-Staffel

2024
- Le Samyn des Dames
- Italienische Meisterin – Einzelzeitfahren
- eine Etappe Tour Féminin International des Pyrénées
- U23-Europameisterin – Einzelzeitfahren

2025
- Italienische Meisterin – Einzelzeitfahren